# Brametot
Brametot település Franciaországban, Seine-Maritime megyében. Lakosainak száma 198 fő (2022. január 1.). Brametot Autigny, Bretteville-Saint-Laurent, Canville-les-Deux-Églises, Crasville-la-Rocquefort, Tocqueville-en-Caux és Vénestanville községekkel határos.

## Népesség
A település népességének változása:
| Lakosok száma | 171  | 199  | 204  | 206  | 203  | 199  | 195  | 199  | 198  |
|               | 2013 | 2015 | 2016 | 2017 | 2018 | 2019 | 2020 | 2021 | 2022 |